# Tarantula : Le Cargo de la mort
Pour plus de détails, voir Fiche technique et Distribution.
Tarantula : Le Cargo de la mort (Tarantulas: The Deadly Cargo) est un téléfilm américain réalisé par Stuart Hagmann diffusé le 28 décembre 1977. 

## Synopsis
Un avion cargo transportant en contrebande une cargaison de café s'écrase dans une orangeraie située dans une région californienne. Malheureusement, les sacs ne contiennent pas que du café mais aussi des tarentules extrêmement venimeuses. Elles commencent à semer la terreur et la mort en se dirigeant vers la ville toute proche de l'atterrissage catastrophe...

## Fiche technique
- Titre original : Tarantulas: The Deadly Cargo
- Titre français : Tarantula : Le Cargo de la mort
- Réalisation : Stuart Hagmann
- Scénario : John Groves et Guerdon Trueblood
- Directeur de la photographie : Robert L. Morrison
- Montage : Corky Ehlers
- Musique : Mundell Lowe
- Distribution : Linda Otto
- Création des costumes : Tom Bronson
- Création des décors : Raymond Beal
- Effets spéciaux de maquillage : Michael Germain
- Effets spéciaux : Roy L. Downey
- Producteur : Paul Freeman
- Producteur exécutif : Alan Landsburg
- Compagnie de production : Alan Landsburg Productions
- Compagnie de distribution : CBS
- Genre : horreur
- Pays :  États-Unis
- Durée : 95 minutes (1 h 35)
- Dates de diffusion :
  -  États-Unis : 28 décembre 1977 sur CBS

## Distribution
- Claude Akins (VF : Henry Djanik) : Bert Springer
- Charles Frank (VF : Guy Chapellier) : Joe Harmon
- Deborah Winters (VF : Claude Chantal) : Cindy Beck
- Pat Hingle (VF : Jacques Ferrière) : Doc Hodgins
- Bert Remsen (VF : Jean Berger) : Le maire Jack Douglas
- Sandy McPeak (VF : Pierre Hatet) : Le chef Lee Beasley
- Tom Atkins (VF : Pierre Hatet) : Buddy
- Howard Hesseman : Fred
- Lanny Horn (VF : José Luccioni) : Harry Weed
- Matthew Laborteaux (VF : Jackie Berger) : Matthew Beck
- Charles Siebert (VF : Albert Augier) : Rich Finley
- Steve Bonino (VF : José Luccioni) : Spud
- Noelle North : Honey Lamb
- John Harkins (VF : Albert Augier) : Sylvan
- Jerome Guardino (VF : Albert Augier) : H.L. Williams
- Penelope Windust : Gloria Beasley
- Edwin Owens : Frank
- Bill Erwin : M. Schneider
- Alex Colon : Hector
- Pepe Serna : Le migrant clandestin

## DVD
Le téléfilm est sorti sur le support DVD en France :
- Tarantulas, Cargo de la mort (DVD-5 Keep case) sorti le 4 août 2009 édité par Opening et distribué par Aventi Distribution. Le ratio écran est celui d'origine à savoir en 1.33:1 plein écran 4:3. L'audio est uniquement en Français 2.0 Dolby Digital sans sous-titres. En supplément la bande annonce originale. La durée du métrage est de 86 minutes. Il s'agit d'une édition Zone 2 Pal[1].

## Nominations aux Emmy
Le téléfilm a eu deux nominations aux Emmy 1978 dans les catégories Meilleur montage son et meilleur montage son pour un téléfilm spécial.